# Левье, Эмилио
Эмилио Левье (фр. Emilio Levier или фр. Emile Levier, 1839 — 1911) — швейцарский ботаник и миколог.

## Биография
Эмилио Левье родился 14 июня 1839 года в Берне.
Он проводил исследования в области Кавказа, составляя гербарий и идентифицируя виды растений.
Эмилио Левье умер 16 октября 1911 года во Флоренции.

## Научная деятельность
Эмилио Левье специализировался на папоротниковидных, Мохообразных, семенных растениях и на микологии.

## Почести
Род растений Levieria Becc. был назван в его честь.
В его честь были также названы следующие виды растений:
- Hieracium levieri Peter[5]
- Jurinea levieri Albov[6]
- Pilosella levieri (Peter) Soják[7]
- Draba levieri Janka[8]
- Dianthus levieri Borbás[9]
- Colchicum levieri Janka[10]
- Scabiosa levieri Porta[11]
- Muscari levieri Heldr. ex Sommier & Levier[12]
- Luzula levieri Asch. & Graebn.[13]
- Astragalus levieri Freyn ex Sommier & Levier[14]
- Lotus levieri Heldr.[15]
- Tulipa levieri Sprenger[16]
- Potentilla levieri Siegfr. & R.Keller ex R.Keller[17]
- Rosa levieri Dalla Torre & Sarnth.[18]
- Orobanche levieri Lojac.[19]
- Viola levieri Parl. ex Caruel[20].